# بوزانوویتسه
بوزانوویتسه (به لهستانی:  Bodzanowice) یک روستا در لهستان است که در گمینا اولسنو (استان اوپوله) واقع شده‌است. بوزانوویتسه ۱٬۰۸۰ نفر جمعیت دارد.